# Saison 2009 des Rockies du Colorado
La Saison 2009 des Rockies du Colorado est la 17e saison en Ligue majeure pour cette franchise.

## Intersaison

### Arrivées
- Jason Marquis, lanceur partant en provenance des Cubs de Chicago.
- Jason Hammel, lanceur en provenance des Rays de Tampa Bay.
- Matt Belisle, lanceur en provenance des Reds de Cincinnati.
- Greg Smith, lanceur en provenance des Athletics d'Oakland.
- Alan Embree, lanceur de relève en provenance des Athletics d'Oakland.
- Randy Flores, lanceur de relève en provenance des Cardinals de Saint-Louis.
- Joel Peralta, lanceur de relève en provenance des Royals de Kansas City.
- Huston Street, stoppeur en provenance des Athletics d'Oakland.
- Matt Murton, joueur de champ extérieur en provenance des Athletics d'Oakland.

### Cactus League
Basés au Hi Corbett Field à Tucson. en Arizona, le programme des Rockies comprend 36 matches de pré-saison entre le 25 février et le 4 avril.
En excluant la rencontre face à l'équipe du Mexique (défaite 3-7), les Rockies affichent un bilan de pré-saison de 17 victoires pour 17 défaites et 1 nul, soit la 7e performance sur 14 en Cactus League et la 8e sur 16 pour une franchise de la Ligue nationale.

## Saison régulière

### Classement
| Ligue nationale (Division Ouest) | V  | D  | %    | GB |
| -------------------------------- | -- | -- | ---- | -- |
| Dodgers de Los Angeles           | 95 | 67 | .586 | -- |
| Rockies du Colorado              | 92 | 70 | .568 | 3  |
| Giants de San Francisco          | 88 | 74 | .543 | 7  |
| Padres de San Diego              | 75 | 87 | .463 | 20 |
| Diamondbacks de l'Arizona        | 70 | 92 | .432 | 25 |

### Résultats

#### Mai
Le manager Clint Hurdle (18-28) est remercié le 29 mai. Il est remplacé par Jim Tracy.

## Séries éliminatoires

### Série de division
| # | Date       | Adversaire | Score                                       | Vic.                                        | Déf.                                        | Sauv.                                       | Affluence                                   | Bilan                                       |
| - | ---------- | ---------- | ------------------------------------------- | ------------------------------------------- | ------------------------------------------- | ------------------------------------------- | ------------------------------------------- | ------------------------------------------- |
| 1 | 7 octobre  | @ Phillies | 1 - 5                                       | Lee (1-0)                                   | Jiménez (0-1)                               |                                             | 46 452                                      | 0-1                                         |
| 2 | 8 octobre  | @ Phillies | 5 - 4                                       | Cook (1-0)                                  | Hamels (0-1)                                | Street (1)                                  | 46 528                                      | 1-1                                         |
| - | 10 octobre | Phillies   | match reporté (neige) Reporté au 12 octobre | match reporté (neige) Reporté au 12 octobre | match reporté (neige) Reporté au 12 octobre | match reporté (neige) Reporté au 12 octobre | match reporté (neige) Reporté au 12 octobre | match reporté (neige) Reporté au 12 octobre |
| 3 | 11 octobre | Phillies   | 6 - 5                                       | Durbin (1-0)                                | Street (0-1)                                | Lidge (1)                                   | 50 109                                      | 1-2                                         |
| 4 | 12 octobre | Phillies   | 5 - 4                                       | Madson (1-0)                                | Street (2)                                  | Lidge (2)                                   | 49 940                                      | 1-3                                         |